# Phippsøya

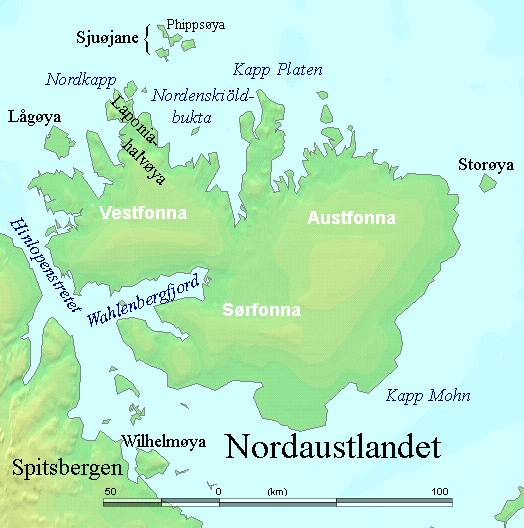
Lägeskarta

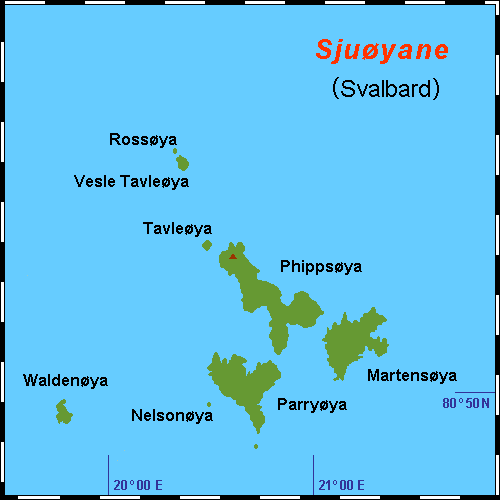
Sjuøyane

Phippsøya (svenska: Phippsön) är huvudön i ögruppen Sjuöarna i nordöstra Svalbard. Ögruppen är det nordligaste området i Svalbard och en av Svalbards ytterpunkter.

## Geografi
Phippsøya ligger cirka 350 km nordöst om Longyearbyen och cirka 50 km norr om Nordaustlandet vid Nordenskiöldbukta i Norra ishavet.
Ön är den största i ögruppen och är cirka 11 km lång och har en av få kända ismåskolonier.
Förvaltningsmässigt ingår den obebodda Phippsøya i naturreservatet Nordaust-Svalbard naturreservat.

## Historia
Sjuøyane upptäcktes möjligen redan 1618 av holländska valfångare från Enkhuizen.
Phippsøya namngavs efter brittiske upptäcktsresande Constantine John Phipps som ledde den engelska polarexpeditionen 1773 med fartygen "HMS Racehorse" och "HMS Carcass". Under denna expedition medföljde även en ung Horatio Nelson:
1973 inrättades Nordaust-Svalbard naturreservat.